# Escut de Godall
L'escut oficial de Godall té el següent blasonament:
Escut caironat truncat i semipartit: 1r de sinople, un món d'argent cintrat d'atzur i somat d'una creu grega patent d'argent; 2n losanjat d'or i de gules; 3r d'or, 4 pals de gules. Per timbre una corona mural de poble.

## Història
Va ser aprovat el 21 d'abril de 1983 i publicat en el DOGC el 25 de maig del mateix any.
El món de la primera partició és l'atribut del Crist Salvador, patró del poble. La segona partició presenta el losanjat dels Centelles, senyors de la localitat, i la tercera partició té els quatre pals de Catalunya, en record de la jurisdicció dels comtes reis (Godall fou concedit pel comte Ramon Berenguer IV a Guillem de Copons, batlle de Tortosa, el 1153, i fou governat pels Centelles, que el 1238 van donar la carta de població a la localitat).
A més, és l'escut més antic de la comarca, ja que és el primer que es va aprovar i, publicar posteriorment.